# Junkerhöfe und Junkergärten
Die Junkerhöfe und Junkergärten waren Veranstaltungsorte der (bürgerlichen) Junker in Königsberg i. Pr.

## Junker
Unter Junkern verstand man im Mittelalter die Großbürger – die Kaufherrn und Mälzenbräuer – im Gegensatz zu den Kleinbürgern. Erst in der Renaissance ging der Name auf die im Dienst des Herzogs stehenden Ritter und Beamten über. Die Junker des Mittelalters, die Großbürger, waren eine Kaste für sich. Sie hatten einen eigenen Junkerhof, in dem sie tagten und Feste feierten. In den Junkerhöfen und Junkergärten war alles nach Verordnungen geregelt. Jede Zunft hatte ihren Platz, ihren „Winkel“. Im Gegensatz zu den Junkergärten stehen die Gemeingärten. Baulich verbunden war der Hof meist mit dem Rathaus von Altstadt (Königsberg), Kneiphof oder Löbenicht.

## Geschichte
Der Löbenichtsche Junkergarten lag in der Krönchenstraße.
Der Altstädtische Junkerhof lag in der Wassergasse. 1344 wurde er erstmals bezeugt. Der Garten lag an der Stelle des späteren Körte-Lyzeums. Die Kaufherren saßen im Hölkenwinkel, benannt nach ihren Holken. Dort stand eine Statue des Heiligen Sebastian. Die Mälzenbräuer saßen im Kannenwinkel. Im Schöffenwinkel stand die Figur des Mose, im Ritterwinkel die des Heiligen Georg. 1544 – im Jahr der Gründung der Albertus-Universität – und 1710 wurde der Altstädtische Junkerhof neu gebaut. 1766 erlosch der Brauch, den mit Bändern und Kränzen geschmückten Jahrmarktsochsen auszuwürfeln. 1798 war hier die Erstaufführung von Figaros Hochzeit.
Der Statuten des neu angelegten Kneiphöfischen Junkergartens wurden 1442 aufgesetzt. 1614 wurde eine neue Kneiphöfische Junkergartenordnung erlassen. 1704 entstand der Junkersaal im Kneiphöfischen Junkerhof. Der Stuck war von den Brüdern Johann und Matthias Poertzel. 1833 fand im Kneiphöfischen Junkerhof die 20-Jahr-Feier der Völkerschlacht bei Leipzig statt. 135 Mitkämpfer waren anwesend. 1840 wurden Friedrich Wilhelm IV. und Elisabeth Ludovika von Bayern von der Kaufmannschaft in der Sommerbörse des Kneiphöfischen Junkergartens bewirtet. Der Kneiphöfische Junkerhof wurde 1872 abgebrochen. In dem neuen Saal versammelten sich bis 1945 die  Stadtverordneten.